# Атуэста, Эдуард
Эдуард Андрес Атуэста Веласко (исп. Eduard Andrés Atuesta Velasco; род. 18 июня 1997, Велес, Колумбия) — колумбийский футболист, полузащитник клуба «Палмейрас», выступающий на правах аренды за клуб «Лос-Анджелес».

## Клубная карьера
Атуэста — воспитанник клуба «Индепендьенте Медельин». 19 сентября 2016 года в матче против «Хагуарес де Кордоба» он дебютировал в Кубке Мустанга.
27 февраля 2018 года Атуэста был взят в аренду американским клубом «Лос-Анджелес», новичком лиги MLS. За ФК «Лос-Анджелес» он дебютировал 31 марта в лос-анджелесском дерби против «Гэлакси». 9 мая в матче против «Миннесота Юнайтед» он забил свой первый гол в MLS. 13 декабря 2018 года Атуэста подписал с «Лос-Анджелесом» трёхлетний контракт, после того как клуб выкупил его согласно опции. В феврале 2019 года он получил грин-карту и в MLS перестал считаться иностранным игроком. По итогам сезона 2019, в котором отдал 11 результативных передач, Атуэста был включён в символическую сборную MLS. 7 мая 2021 года Атуэста продлил контракт с «Лос-Анджелесом» на один год, до конца сезона 2022. Он был отобран на Матч всех звёзд MLS 2021.
14 декабря 2021 года Атуэста перешёл в бразильский «Палмейрас», подписав контракт до конца 2026 года. По сведениям прессы сумма трансфера составила 3,7 млн $ (20,7 млн R$).
8 февраля 2024 года Атуэста вернулся в «Лос-Анджелес» на правах однолетней аренды с опцией выкупа.

## Международная карьера
В 2017 году Атуэста в составе молодёжной сборной Колумбии принял участие в молодёжном чемпионате Южной Америки в Эквадоре. На турнире он сыграл в матчах против команд Парагвая, Чили, Венесуэлы, Аргентины, Бразилии и дважды Эквадора.
За старшую сборную Колумбии Атуэста дебютировал 5 июня 2022 года в товарищеском матче со сборной Саудовской Аравии.

## Достижения
Командные
 «Индепендьенте Медельин»
- Чемпион Колумбии: апертура 2016

 «Лос-Анджелес»
- Победитель регулярного чемпионата MLS: 2019

 «Палмейрас»
- Чемпион Бразилии: 2022, 2023
- Обладатель Суперкубка Бразилии: 2023
- Чемпион штата Сан-Паулу: 2022, 2023
- Обладатель Рекопы Южной Америки: 2022

Индивидуальные
- Член символической сборной MLS: 2019
- Участник Матча всех звёзд MLS: 2021